# Big air masculin de ski acrobatique aux Jeux olympiques de 2022
Navigation
Milan-Cortina 2026
L'épreuve masculine de big air aux Jeux olympiques d'hiver de 2022 a lieu du 5 au 6 février 2022 au Big Air Shougang de Pékin. L'épreuve fait son apparition au programme.
Birk Ruud s'impose comme le premier champion olympique de cette discipline, avec pour dauphin, Colby Stevenson. Henrik Harlaut, 24e au classement FIS, complète le podium. Les deux grands favori, Matěj Švancer et Andri Ragettli, ne parviennent pas à se qualifier pour la finale.

## Qualification
Pour être admis au jeux olympiques, un athlète doit remplir trois conditions en plus des critères d'âge et médicaux :
- Comptabilisé 50 points au classement FIS de la discipline au 17 janvier 2022,
- Être classé dans le top 30 d'une épreuve comptant pour la Coupe du monde ou aux Championnats du monde,
- Un maximum de quatre athlètes de même nationalité est admis.

un total de 31 athlètes remplissent ces conditions.

## Calendrier
| Date           | Manche         | Horaire | Horaire |
| -------------- | -------------- | ------- | ------- |
| 7 février 2022 | Qualifications | 13h30   |         |
| 9 février 2022 | Finale         | 11h00   |         |

## Médaillés
| Or                  | Argent                       | Bronze                 |
| Birk Ruud (Norvège) | Colby Stevenson (États-Unis) | Henrik Harlaut (Suède) |

## Résultats

### Qualifications
Chaque concurrent effectue trois sauts (ou run) et les jurys ne conservent que les deux meilleurs résultats. Chaque juré est amené à évaluer le saut et on élimine la meilleure et la moins bonne note. Les douze meilleurs se qualifient pour disputer la finale.
| Rang | Dossard | Athlète            | Nationalité      | Temps | Score | Score | Total  | Notes |           |         |       |       |       |        |   |
| ---- | ------- | ------------------ | ---------------- | ----- | ----- | ----- | ------ | ----- | --------- | ------- | ----- | ----- | ----- | ------ | - |
| Rang | Dossard | Athlète            | Nationalité      | Temps | 1     | 4     | Total  | Notes | Birk Ruud | Norvège | 94.50 | 50.50 | 93.25 | 187.75 | Q |
| 2    | 1       | Alexander Hall     | États-Unis       | 87.00 | 90.75 | 89.50 | 180.25 | Q     |           |         |       |       |       |        |   |
| 3    | 7       | Oliwer Magnusson   | Suède            | 88.00 | 89.25 | 84.00 | 177.25 | Q     |           |         |       |       |       |        |   |
| 4    | 17      | Henrik Harlaut     | Suède            | 93.00 | 83.50 | 42.00 | 176.50 | Q     |           |         |       |       |       |        |   |
| 5    | 2       | Colby Stevenson    | États-Unis       | 83.75 | 90.50 | 56.00 | 174.25 | Q     |           |         |       |       |       |        |   |
| 6    | 29      | Christian Nummedal | Norvège          | 92.25 | 77.25 | 79.25 | 171.50 | Q     |           |         |       |       |       |        |   |
| 7    | 22      | Tormod Frostad     | Norvège          | 90.00 | 81.25 | 42.00 | 171.25 | Q     |           |         |       |       |       |        |   |
| 8    | 25      | Mac Forehand       | États-Unis       | 77.75 | 92.00 | 79.00 | 171.00 | Q     |           |         |       |       |       |        |   |
| 9    | 26      | Javier Lliso       | Espagne          | 90.25 | 80.50 | 79.50 | 170.75 | Q     |           |         |       |       |       |        |   |
| 10   | 16      | Leonardo Donaggio  | Italie           | 90.25 | 70.25 | 80.25 | 170.50 | Q     |           |         |       |       |       |        |   |
| 11   | 30      | Evan McEachran     | Canada           | 81.75 | 88.50 | 39.75 | 170.25 | Q     |           |         |       |       |       |        |   |
| 12   | 24      | Jesper Tjäder      | Suède            | 34.75 | 91.75 | 78.25 | 170.00 | Q     |           |         |       |       |       |        |   |
| 13   | 21      | Édouard Therriault | Canada           | 83.50 | 42.00 | 84.50 | 168.00 |       |           |         |       |       |       |        |   |
| 14   | 3       | Andri Ragettli     | Suisse           | 89.75 | 78.00 | 20.75 | 167.75 |       |           |         |       |       |       |        |   |
| 15   | 14      | Antoine Adelisse   | France           | 79.50 | 66.00 | 83.75 | 163.25 |       |           |         |       |       |       |        |   |
| 16   | 12      | Ben Barclay        | Nouvelle-Zélande | 81.00 | 78.25 | 84.50 | 162.75 |       |           |         |       |       |       |        |   |
| 17   | 18      | Fabian Bösch       | Suisse           | 81.00 | 80.75 | 22.50 | 161.75 |       |           |         |       |       |       |        |   |
| 18   | 10      | Finn Bilous        | Nouvelle-Zélande | 73.75 | 68.75 | 82.00 | 155.75 |       |           |         |       |       |       |        |   |
| 19   | 31      | Ferdinand Dahl     | Norvège          | 12.00 | 72.50 | 77.50 | 150.00 |       |           |         |       |       |       |        |   |
| 20   | 13      | Max Moffatt        | Canada           | 83.00 | 64.00 | 61.00 | 147.00 |       |           |         |       |       |       |        |   |
| 21   | 19      | Daniel Bacher      | Autriche         | 75.00 | 56.75 | 69.00 | 144.00 |       |           |         |       |       |       |        |   |
| 22   | 15      | Nick Goepper       | États-Unis       | 78.25 | 49.50 | 21.75 | 127.75 |       |           |         |       |       |       |        |   |
| 23   | 9       | Kim Gubser         | Suisse           | 15.25 | 79.75 | 41.50 | 121.25 |       |           |         |       |       |       |        |   |
| 24   | 6       | Hugo Burvall       | Suède            | 47.25 | 55.25 | 46.00 | 101.25 |       |           |         |       |       |       |        |   |
| 25   | 8       | Colin Wili         | Suisse           | 77.50 | 18.75 | 20.75 | 98.25  |       |           |         |       |       |       |        |   |
| 26   | 5       | Matěj Švancer      | Autriche         | 61.75 | 27.75 | 25.50 | 89.50  |       |           |         |       |       |       |        |   |
| 27   | 20      | He Jinbo           | Chine            | 45.25 | 36.75 | 49.00 | 85.75  |       |           |         |       |       |       |        |   |
| 28   | 28      | Thibault Magnin    | Espagne          | 41.25 | 21.75 | 38.50 | 79.75  |       |           |         |       |       |       |        |   |
| 29   | 11      | Simo Peltola       | Finlande         | 49.75 | 41.75 | 72.00 | 72.00  |       |           |         |       |       |       |        |   |
| 30   | 27      | James Woods        | Grande-Bretagne  | 27.50 | 26.50 | 32.25 | 59.75  |       |           |         |       |       |       |        |   |
| 31   | 23      | Teal Harle         | Canada           | 26.50 | 24.25 | 20.25 | 46.75  |       |           |         |       |       |       |        |   |

### Finale
Chaque concurrent effectue trois sauts (ou run) et les jurys ne conservent que les deux meilleurs résultats. Chaque juré est amené à évaluer le saut et on élimine la meilleure et la moins bonne note.
| Rang                                | Dossard | Athlète            | Nationalité | Temps | Score                          | Score | Total  |           |         |       |       |       |        |
| ----------------------------------- | ------- | ------------------ | ----------- | ----- | ------------------------------ | ----- | ------ | --------- | ------- | ----- | ----- | ----- | ------ |
| Rang                                | Dossard | Athlète            | Nationalité | Temps | Médaille d'or, Jeux olympiques | 12    | Total  | Birk Ruud | Norvège | 95.75 | 92.00 | 69.00 | 187.75 |
| Médaille d'argent, Jeux olympiques  | 8       | Colby Stevenson    | États-Unis  | 34.75 | 91.75                          | 91.25 | 183.00 |           |         |       |       |       |        |
| Médaille de bronze, Jeux olympiques | 9       | Henrik Harlaut     | Suède       | 86.00 | 90.00                          | 91.00 | 181.00 |           |         |       |       |       |        |
| 4                                   | 10      | Oliwer Magnusson   | Suède       | 87.50 | 79.00                          | 90.75 | 178.25 |           |         |       |       |       |        |
| 5                                   | 3       | Leonardo Donaggio  | Italie      | 91.00 | 81.00                          | 17.25 | 172.00 |           |         |       |       |       |        |
| 6                                   | 4       | Javier Lliso       | Espagne     | 51.25 | 89.00                          | 82.50 | 171.50 |           |         |       |       |       |        |
| 7                                   | 1       | Jesper Tjäder      | Suède       | 77.25 | 78.25                          | 92.00 | 170.25 |           |         |       |       |       |        |
| 8                                   | 11      | Alexander Hall     | États-Unis  | 68.25 | 92.50                          | 27.00 | 160.75 |           |         |       |       |       |        |
| 9                                   | 2       | Evan McEachran     | Canada      | 93.00 | 22.50                          | 11.50 | 115.50 |           |         |       |       |       |        |
| 10                                  | 7       | Christian Nummedal | Norvège     | 26.00 | 93.00                          | 17.50 | 110.50 |           |         |       |       |       |        |
| 11                                  | 5       | Mac Forehand       | États-Unis  | 60.75 | 19.50                          | 42.00 | 80.25  |           |         |       |       |       |        |
| 12                                  | 6       | Tormod Frostad     | Norvège     | 25.50 | 14.00                          | 33.00 | 58.50  |           |         |       |       |       |        |